# Dioscorea cayennensis
Dioscorea cayennensis là một loài thực vật có hoa trong họ Dioscoreaceae. Loài này được Lam. mô tả khoa học đầu tiên năm 1789.